# Vincenc Mašek
Václav Vincenc Mašek (Machek, Maschek) (5. dubna 1755 Zvíkovec u Zbiroha – 15. listopadu 1831 Praha) byl český hudební skladatel, hudební pedagog a vydavatel.

## Život
Syn venkovského kantora, který mu také dal základy hudebního vzdělání. Později studoval klavír u Františka X. Duška a skladbu u Josefa Segera v Praze. Stal se sekretářem hraběte z Vrtby a pod jeho patronací pořádal koncerty zejména v Německu.
Když se osamostatnil stal se v Praze ředitelem kůru v kostele sv. Mikuláše na Malé Straně, obchodníkem s hudebninami a vyhledávaným učitelem klavíru. Jeho obchod byl jedním z center pražského hudebního života. Byl soudním znalcem v oboru muzikálií, členem pražské společnosti Tonkünstler-Sozietät a čestným členem Vídeňského spolku pro duchovní hudbu u sv. Anny.
22. července 1781 se oženil se svou žačkou Marií Johannou Nepomucenou Ludmilou Sibilou Vincencií, rozenou Prausovou (1764–1808), která byla rovněž klavíristkou a navíc výbornou hráčkou na skleněnou harmoniku. Díky tomuto manželství vznikla řada krásných skladeb pro tento neobvyklý hudební nástroj. Manželé často pořádali koncerty složené pouze z vlastních skladeb.
Manželství bylo velmi plodné nejen hudebně. Měli celkem 16 dětí. Hudbě se věnovali synové Kašpar a Albín. Kašpar se proslavil jako významný představitel hudebního života v Lublani a je znám jako slovinský skladatel Gašpar Mašek (1794–1873). Jeho syn (vnuk Vincence Maška) Kamilo Mašek (1831–1859) byl pak významným slovinským skladatelem, autorem řady písní a sborů na texty slovinských básníků první poloviny 19. století.

## Dílo
Katalogem souborného díla se zabývá České muzeum hudby. Je evidováno na 400 skladeb, avšak v naprosté většině nejde o originály, ale dobové opisy.
Jeho dílo zahrnuje nejen četné skladby pro klavír, skleněnou harmoniku a písně, ale i velké množství chrámové hudby: na 30 mší, 38 graduálií, 71 ofertorií, 5 pastorel a četná moteta a litanie. Zkomponoval také dvě opery: „Der Ostindienfahrer“ a „Der Spiegelritter“, balety, pantomimy, nástrojové koncerty i hudbu komorní.
Jeho hudba je uměřeně klasická s romantickými nádechy.